# Eremopeza afghana
Eremopeza afghana är en insektsart som först beskrevs av Boris Petrovich Uvarov 1940.  Eremopeza afghana ingår i släktet Eremopeza och familjen Pamphagidae. Inga underarter finns listade i Catalogue of Life.